# Alice Lee (actrice)
Pour les articles homonymes, voir Lee.
Cet article concerne l'actrice. Pour la mathématicienne, voir Alice Lee. Pour la joueuse d'échecs, voir Alice Lee (joueuse d'échecs).
Alice Lee (née le 12 avril 1989) est une actrice et une chanteuse américaine. Elle est aussi youtubeuse sous le nom Alice.

## Jeunesse
Alice Lee est originaire du North Shore (Chicago), a grandi à Glenview (Illinois) et a étudié à Glenbrook South High School. Elle est d'origine coréenne.

## Filmographie

### Cinéma
- 2013 : Jack, Jules, Esther and Me : Esther
- 2016 : Alone : amie de Pénélope
- 2017 : I Wish : Faites un vœu : Gina
- 2017 : Bigfoot's Love Slave (court-métrage) : la fille
- 2018 : Sierra Burgess Is a Loser : Mackenzie
- 2019 : Brittany Runs a Marathon : Gretchen
- 2024 : The Union de Julian Farino : Athéna Kim

### Télévision
- 2009 : As the World Turns : Mackenzie Wong
- 2013 : It Could Be Worse (épisode "I Forgive you!") : Emily
- 2013 : Smash (épisode "The Nominations") : fan de Bombshel #1
- 2013 : Hey Girl : Megan/Lori
- 2014 : Rising star : Concurent
- 2015 : Sex and Drugs and Rock and Roll (épisode "What you Like is a Lime") : Colleen
- 2015-2017 : Switched at Birth : Skye
- 2015 : DeTour (Téléfilm) : Annika
- 2015-2016 : Faking It : Keiko Flynn
- 2016 : Grandfathered (épisode "Budget Spa") : Tory
- 2016 : The Mindy Project (épisode "Will they or Won't they") : Chloe
- 2016 : Son of Zorn (épisode "Defender of Teen love") : Nancy
- 2016 : Agent K.C. (épisode "In Too Deep") : Jane Keller
- 2017 : 2 Broke Girls (épisode "And the Turtle Sense"): Ashleigh
- 2017 : Gap Year : May
- 2017 : Indoor Boys : Alice
- 2018 : Electric Dreams (épisode "Safe and Sound") : Milena
- 2018 : Splitting Up Together (épisode "Soups Jealous") : Grace
- 2018 : Take Two, enquêtes en duo : Monica
- 2018 : Swipe Right : Brittney
- 2020-2021 : Zoey et son incroyable playlist : Emily

## Discographie
| année | titre                                                 | type        | album                                             |
| ----- | ----------------------------------------------------- | ----------- | ------------------------------------------------- |
| 2014  | Heathers: The Musical [World Premiere Cast Recording] | album       |                                                   |
| 2015  | Beat This                                             | album track | Truly Outrageous: A Jem and the Holograms Tribute |
| 2016  | In Love With Drew                                     | single      |                                                   |
| 2016  | Trouble                                               | single      |                                                   |

## Théâtre
- Bare: the Musical (Off-Broadway) : Diane (2012)
- Heathers: The Musical : Heather Duke (2014)
- Spider-man: Turn of the Dark : Madame Arrow
- L'Éveil du printemps : ensemble